# Alurnus chapuisi
Alurnus chapuisi là một loài bọ cánh cứng trong họ Chrysomelidae. Loài này được Uhmann & Jolivet miêu tả khoa học năm 1952.